# Nowa Sarzyna Wąskotorowa
Nowa Sarzyna Wąskotorowa – zlikwidowana wąskotorowa towarowa stacja kolejowa w Nowej Sarzynie, w województwie podkarpackim, w Polsce.